# دونده صخره
دونده صخره (نام علمی: Achaetops pycnopygius) نام یک گونه از زیرراسته پرنده آوازخوان است.